# Змія мулова
Змія мулова (Farancia abacura) — неотруйна змія з роду Мулова змія родини Вужеві. Має 2 підвиди.

## Опис
Загальна довжина досягає 1,5—2 м. Голова маленька. Тулуб тонкий та стрункий. Має блискучий червонувато-сірий, сіро-фіолетовий або сталевий колір. Черево червонувате. Від нього на боки тягнуться поперечні смуги червоного кольору.

## Спосіб життя
Полюбляє болота, мулисті береги водойм, вологі низинні місцини. Активна тільки вночі, особливо під час дощів. День проводить у норах, які викопує у вологому ґрунті. Харчується хробаками, дрібними саламандрами, жабами та рибою.
Це яйцекладна змія. Парування починається у квітні. Через 8 тижнів самиця відкладає 4—80 яєць, іноді 104.

## Розповсюдження
Мешкає у південно-східній частині США.

## Підвиди
- Farancia abacura abacura
- Farancia abacura reinwardtii